# Везни (зодия)
Вижте пояснителната страница за други значения на Везни.
Везните (на латински: Libra) са седмата зодия от зодиака. Везните са родени между 23 септември и 23 октомври. Съответства на диапазона от 180° – 210° върху небесната координатна система. Това е един от трите въздушни знака, заедно с близнаци и водолей.